# Hofanlage Metzgergasse 16 (Schweinfurt)

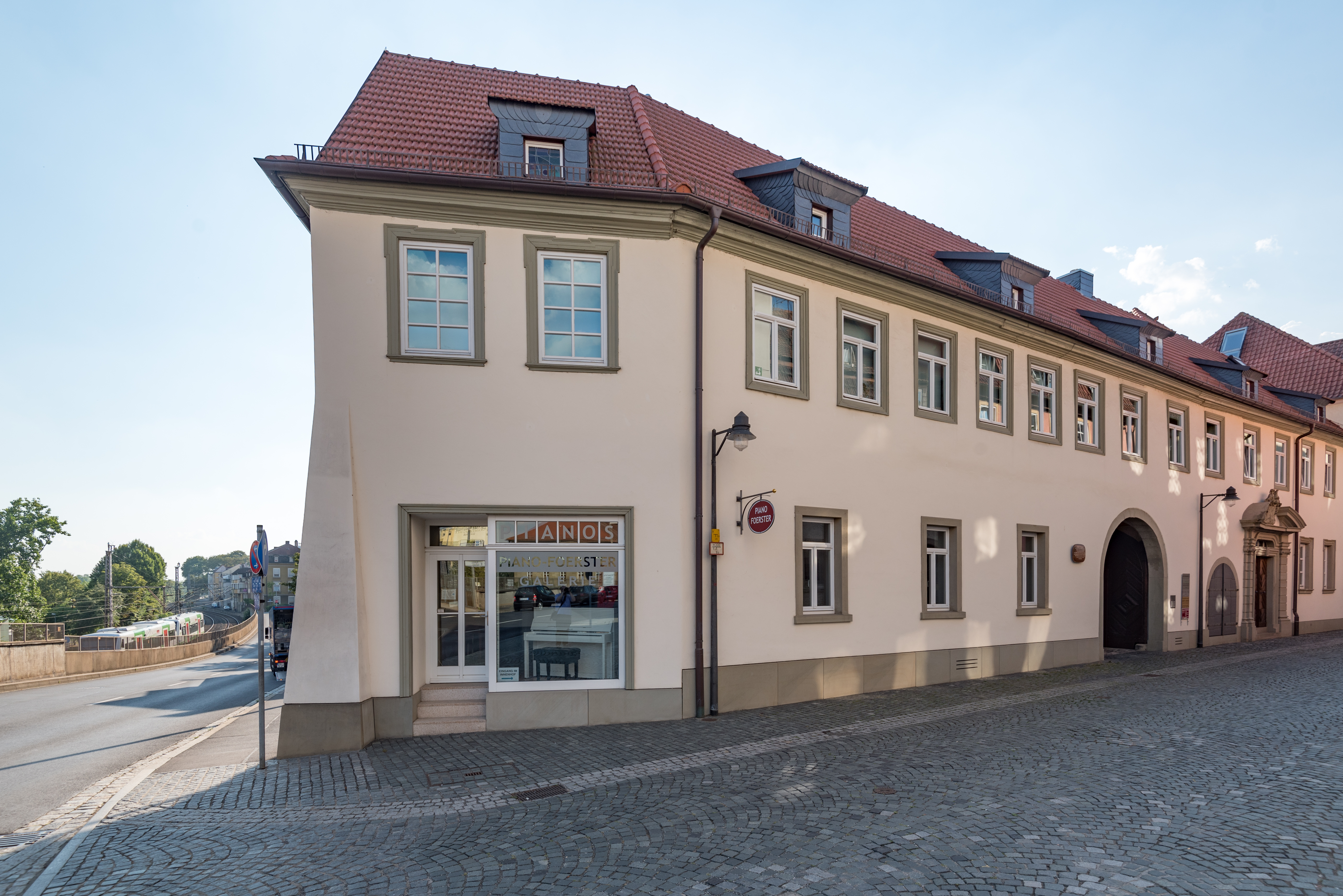
Hofanlage Metzgergasse 16, am Mainufer

Metzgergasse 16 ist eine denkmalgeschützte Hofanlage vom Ende des 16. Jahrhunderts in Schweinfurt. In dem sehr gut erhaltenen Hof wohnte in der Anfangszeit der vormalige Oberbürgermeister von Würzburg und Kaufmann Balthasar Rüffer.

## Lage
Das Gebäude befindet sich im Alten Gewerbeviertel, unweit des Neuen Rathauses, an der Mündung der Metzgergasse zum Altstadtring und zum Mainufer.

## Geschichte
Die genaue Baugeschichte ist nicht bekannt. Die Hofanlage wurde wohl im Zuge des Wiederaufbaus nach dem Zweiten Stadtverderben von 1554 errichtet. Nach Angabe des Bayerischen Landesamtes für Denkmalpflege ist die Hofanlage vermutlich von 1594. Jedoch wurde 1925 unter Bauschutt im Hof ein Wappen mit der Jahreszahl 1570 gefunden, mit einer Senfstaude und dem Monogramm C. S. Es ist das Senf’sche Familienwappen, weshalb auch der Rat der Reichsstadt Conrad Senf hier gewohnt haben könnte, der 1576 verstarb. Ein Teil des Anwesens geht sogar auf die Zeit vor dem Stadtverderben zurück. Der vermögende Kaufmann Balthasar Rüffer war von 1585 bis 1587 Oberbürgermeister der Stadt Würzburg. Aus Glaubensgründen emigrierte er 1588 aus dem katholischen Würzburg in die protestantische Reichsstadt Schweinfurt. Von 1594 (obige Datierung des Landesamtes) bis zu seinem Tod im Jahre 1599 wohnte er in der Metzgergasse 16. An drei Stellen ist das Ehewappen Rüffer/Kaltenhofer erhalten.
Das Haus in heutiger Form ist das Ergebnis eines Umbaus von 1732 unter Hofrat Johann Philipp Fehr. Am Barockportal ist das Ehewappen Fehr/Gampert. Nach Fehr ist ein Abschnitt des Stadtrings, die Fehrstraße benannt. Seit 1898 ist das Haus im Besitz der Familie Stubenrach, mit einstigem Bootsverleih am Main und seit langem bekannt durch ihre Autoscooter.

## Beschreibung
Die nachgotische Hofanlage wird vom Bayerischen Landesamt für Denkmalpflege als Baudenkmal D-6-62-000-108 geführt. Mit 1066 Quadratmetern ist das Anwesen für Altstadtverhältnisse ungewöhnlich groß.
Als eines der historischen Schweinfurter Wohn- und Geschäftshäuser, die die Zerstörungen durch den Luftkrieg im Zweiten Weltkrieg 1943–1945 überstanden, ist es von kulturgeschichtlicher Bedeutung. Es ist eine unregelmäßige, geschlossene Dreiflügelanlage mit großem Innenhof, aus zweigeschossigen, verputzten Bauten, mit Sattel- und Walmdächern in nachgotischen Formen. In der Metzgergasse ist rechts von der Hofeinfahrt ein Barock-Portal der späteren Umbauphase, mit der Inschrift 1732 (siehe: Geschichte). Im Innern hat das in der Regel nicht zugängliche Haus sehenswerte Stuckaturen mit einer frühbarocken Raumgestaltung.

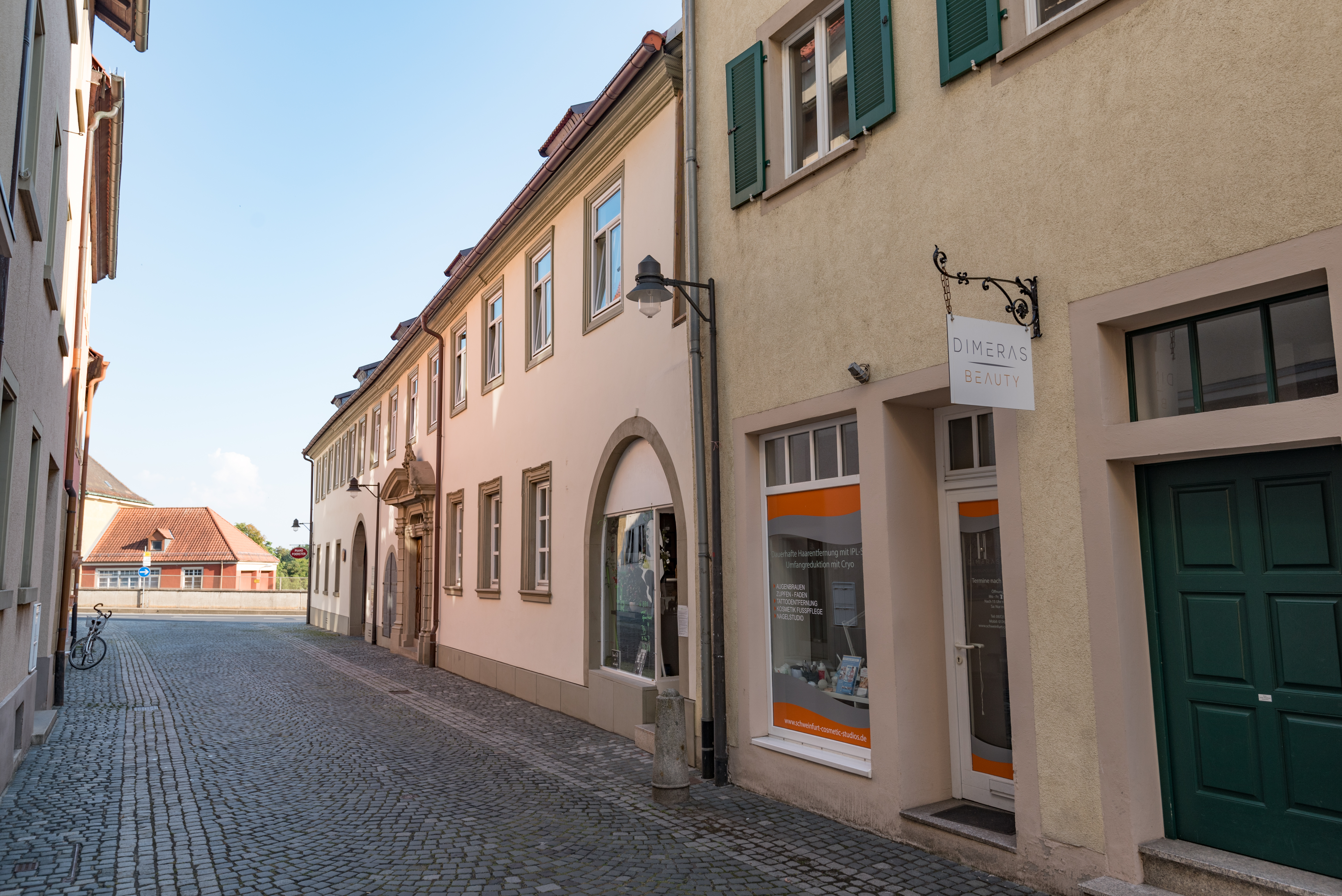
Metzgergasse mit Blick Richtung Main
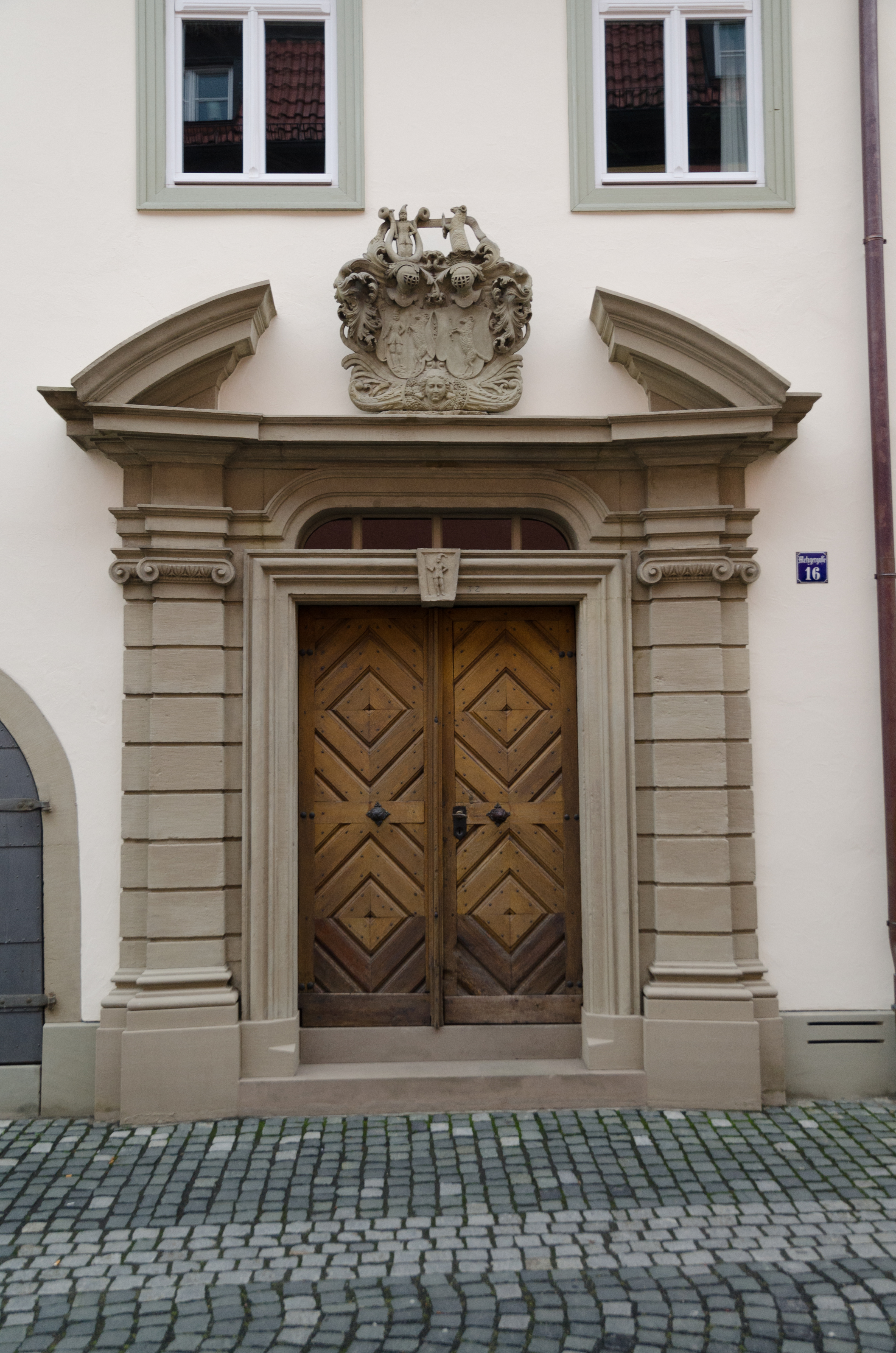
Barockportal
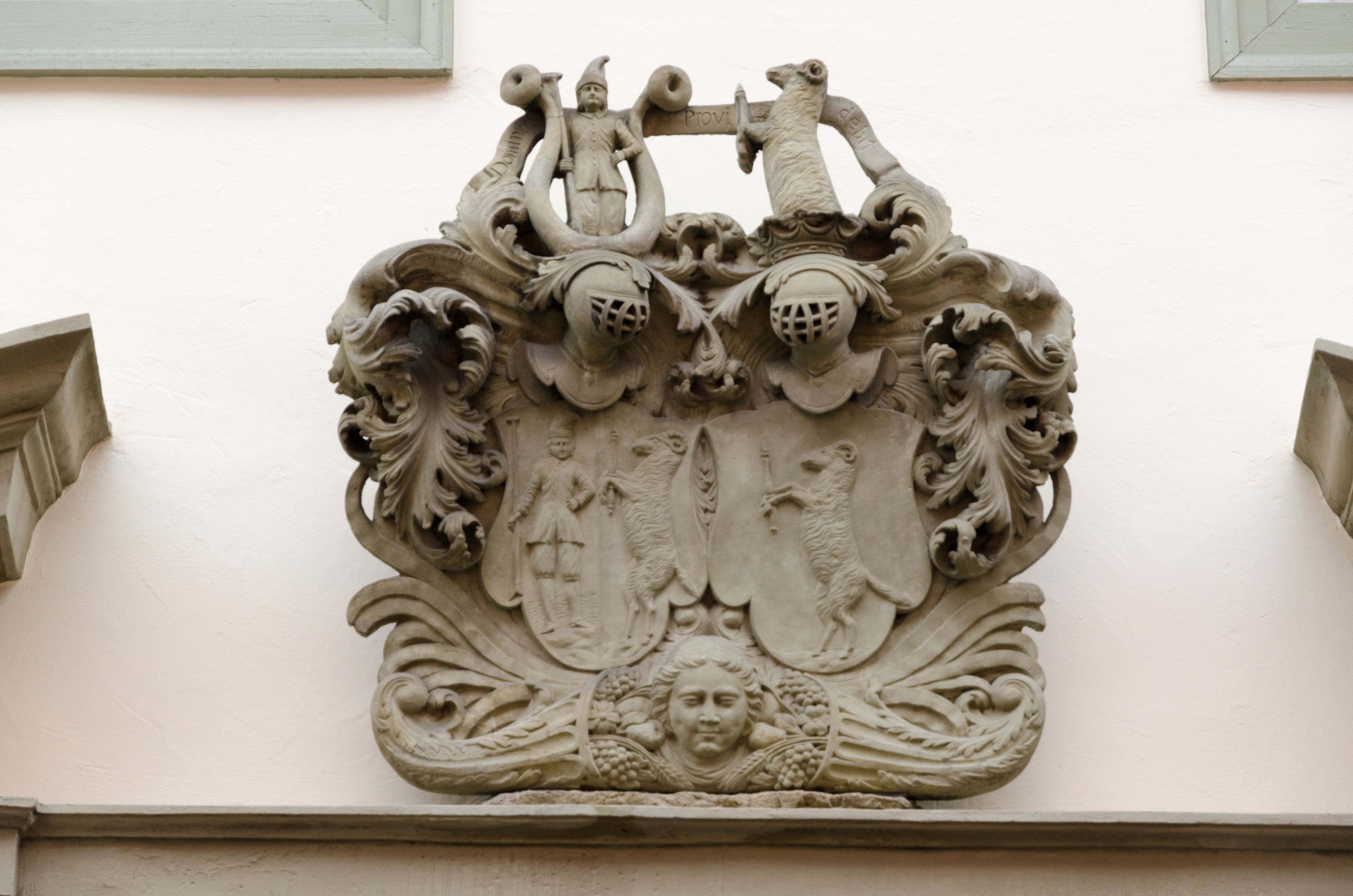
Ehewappen über dem Barockportal Fehr/Gampert mit Fährmann und Geißbock
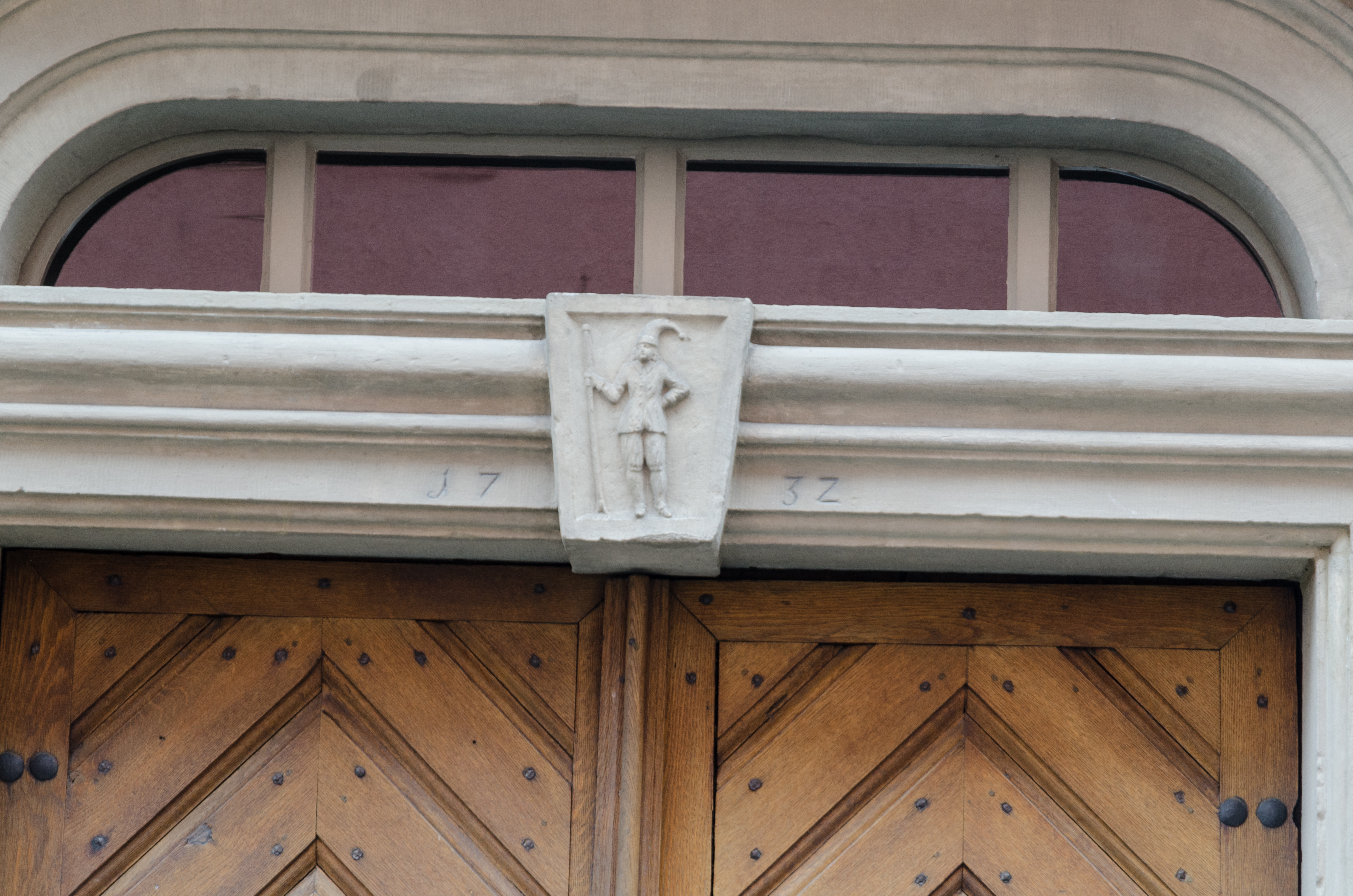
Türsturz am Barockportal mit Inschrift
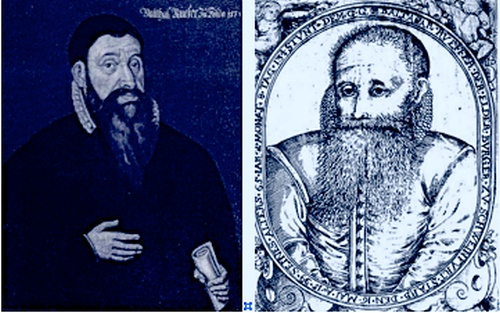
Balthasar Rüffer 1590 (links) und 1599 wohnte von 1594–1599 in der Metzgergasse 16

## Heutige Nutzung
Heute befinden sich in der Hofanlage, genauso wie in historischer Zeit, Geschäfte und Wohnungen.